# Mamia Chentouf
Mamia Aïssa también conocida como Mamia Chentouf ( en árabe: ماميا شنتوف‎ , (Haouz, Tremecén 1922 - Argel, 10 de octubre de 2012) fue una matrona argelina, activista por la independencia y fundadora de la primera organización de derechos de la mujer en Argelia. Alentada por su familia a estudiar, asistió a la Universidad de Argel y completó su formación como matrona. Durante su educación, se unió al Movimiento de Independencia de Argelia, que tenía como objetivo liberar al país del dominio colonial francés. Utilizando su trabajo como partera para hacer contactos con otras mujeres, las unió a la causa nacionalista y fundó la primera organización de derechos de las mujeres en el país. Como parte del grupo militante, tuvo que exiliarse, fue arrestada y tuvo que huir a Túnez en 1955. Mientras vivía allí, fue una de las fundadoras de la Media Luna Roja de Argelia . Al final de la guerra de la Independencia se convirtió en periodista, regresó a Argel y estudió ciencias políticas. Se desempeñó como organizadora de la Unión Nacional de Mujeres Argelinas y tuvo éxito en la creación de centros de planificación familiar. Frustrada por no poder cambiar el código de familia para prohibir la poligamia, se retiró de la política en 1969.

## Biografía
Mamia Aïssa nació en 1922 en la aldea de Haouz, cerca de Bensekrane, en la provincia de Tremecén en Argelia hija de Elabdli Aïssa. Cuando tenía cuatro años su familia tuvo que huir porque la policía buscaba a su padre. Se mudaron a Oujda, Marruecos, pero como su padre era seguidor de Ben Badis, se mudaron nuevamente a Ghazaouet. Su padre y su madre apoyaron la educación de las mujeres y Aïssa, después de completar su educación primaria, fue enviada como interna a la escuela secundaria en Mascara en 1935. Durante ese tiempo, se interesó por los derechos de las mujeres y escribió un artículo sobre la emancipación de las mujeres musulmanas. Cuando se graduó en 1942, su padre la llevó a la única universidad de Argelia para inscribirse en clases para ser matrona. Llegaron casi simultáneamente con la invasión de Argel durante la campaña norteafricana de la Segunda Guerra Mundial . Aplazando sus estudios, abandonaron la capital y enseñó durante un año antes de regresar a la escuela y completar su formación como partera.
Cuando terminó su formación, Aïssa abrió la primera clínica de mujeres en la Casbah de Argel . Durante sus estudios, se había unido a la Asociación de Estudiantes Musulmanes del Norte de África (en francés: Association des étudiants musulmans d'Afrique du Nord AEMAN) y se involucró en el Partido Popular de Argelia (Parti du Peuple Algerien PPA). Al participar en manifestaciones pacíficas contra la administración colonial francesa en 1945, trabajó con Mimi Belahouel y Kheira Bouayed para llevar de contrabando a los manifestantes heridos a lugares seguros después de las represalias francesas. En 1947, Aïssa se convirtió en vicepresidenta de AEMAN y se encargó de reclutar mujeres para unirse a la PPA y luchar por la independencia nacional . Su futuro esposo, Abderezak Chentouf, fue presidente de la asociación de estudiantes. Trabajó junto a Salima Belhaffaf, Nassima Hablal, Nefissa Hafiz, Malika Mefti, Z'hor Reguimi y Fatima Zekal, organizando células de mujeres para la causa. Poco después, el PPA se disolvió y el Movimiento por el Triunfo de las Libertades Democráticas (MTDL) lo reemplazó.
En 1947, Aïssa y Chentouf se casaron. Más tarde en el mismo año, ella y Hamoud fundaron la Asociación de Mujeres Musulmanas Argelinas, la primera organización de mujeres argelinas. Reafirmando la cultura árabe musulmana, en oposición a la cultura francesa, y aceptando las diferencias de hombres y mujeres basadas en la diferencia biológica, la organización tenía como objetivo aumentar la conciencia política de las mujeres argelinas y ofrecer asistencia a aquellos cuyos cónyuges habían sido arrestado o detenido por el gobierno francés. Chentouf se convirtió en presidenta de la asociación y Hamoud se desempeñó como secretario general. Además de ayudar a los disidentes, la organización fomentó la educación de niños y niñas, distribuyó alimentos y bienes a los pobres y brindó ayuda a los enfermos. Chentouf hizo muchos contactos con la causa a través de sus servicios como matrona.
En 1954, Chentouf se unió al Frente de Liberación Nacional (FLN) tras una división en la dirección del MTDL. Al año siguiente, se exilió y permaneció fuera del país durante varios meses durante el estado de emergencia declarado. Cuando regresó, Chentouf se unió a Baya Larab y Hamoud, reanudando su activismo, pero fue arrestada. Tras su liberación, debido a la intensa vigilancia, Chentouf se fue a Túnez, donde se reunió con ella varios meses después su esposo. Se convirtió en parte del grupo responsable de la creación de la Media Luna Roja Argelina en 1957. dado que el FLN no confiaba en la Cruz Roja Francesa y los términos de los Convenios de Ginebra no fueron reconocidos debido a debido a la naturaleza interna del conflicto, activistas esperaban obtener tanto ayuda humanitaria como aceptación internacional al convertirse en miembros de la Cruz Roja Internacional y de la Media Luna Roja . Las primeras oficinas de la organización se establecieron en Tánger, Marruecos y Túnez, donde Chentouf y su esposo permanecieron hasta 1962.
En 1961, Chentouf empezó a trabajar como periodista y fue enviada como delegada a la Conferencia de Mujeres Afroasiáticas por el FLN, que se celebró en El Cairo. Tras el final de la guerra y la firma de los Acuerdos de Évian, la pareja regresó a Argel y Chentouf ingresó a la Universidad de Argel para estudiar ciencias políticas. Cuando se graduó en 1965, estaba en la primera promoción promovida después de la independencia. Al año siguiente, Houari Boumediene, jefe del Consejo Revolucionario, le pidió a Chentouf que organizara la Unión Nacional de Mujeres Argelinas (en francés: Union Nationale des Femmes Algériennes (UNFA) ). Los objetivos de la organización eran realizar una conferencia para abordar la planificación familiar y cambiar el código civil. En 1967, la UNFA abrió el primer centro de planificación familiar en la sala de maternidad del Hospital Mustapha . Tuvieron mucho menos éxito en modificar el código de familia ya que había una oposición extrema a la abolición de la poligamia, y en 1969, Chentouf renunció a la UNFA y la política.

## Muerte y legado
En 2007, Baya El Hachemi produjo el documental Mamya Chentouf, militante de la première heure (Mamya Chentouf, activista de la primera hora), para recuperar la historia de vida de Chentouf. En 2010, se difundió en el Centro Cultural Argelino de París. Chentouf murió el 10 de octubre de 2012 en Argel. Dos meses después de su muerte, la Red Wassila-Avife organizó un homenaje a su memoria en el Palais de la Culture d'Algiers para reconocer sus contribuciones a la independencia y los derechos de las mujeres.